# Gaetano Bisleti
Gaetano Bisleti, italijanski rimskokatoliški duhovnik in kardinal, * 20. marec 1856, Veroli, † 30. avgust 1937.

## Življenjepis
20. septembra 1878 je prejel duhovniško posvečenje.
27. novembra 1911 je bil povzdignjen v kardinala in imenovan za kardinal-diakona S. Agata de' Goti.
1. decembra 1915 je bil imenovan za prefekta Kongregacije za semenišča in univerze.
17. decembra 1928 je bil imenovan za kardinal-duhovnika S. Agata de' Goti.